# Torneo Nicola Ceravolo
Torneo Nicola Ceravolo (z wł. Turniej pamięci Nicola Ceravolo) – międzynarodowy towarzyski klubowy turniej piłkarski rozgrywany regularnie latem od 1991 i 1993 na stadionie Nicola Ceravolo w Catanzaro (Włochy).
W turnieju występowały cztery drużyny i rozgrywano dwa mecze półfinałowe oraz mecz o 3. miejsce i finał. W przypadku remisu przeprowadzana była seria rzutów karnych.

## Finały
| Edycja | Rok  | Finał         | Finał        | Finał            | Trzecie miejsce   | Trzecie miejsce | Trzecie miejsce |
| Edycja | Rok  | Zwycięzca     | Wynik        | Finalista        | 3 miejsce         | Wynik           | 4 miejsce       |
| ------ | ---- | ------------- | ------------ | ---------------- | ----------------- | --------------- | --------------- |
| I      | 1991 | Juventus F.C. | 3:2          | Riunite Messina  | Tottenham Hotspur | 1:0             | U.S. Catanzaro  |
| II     | 1992 | AFC Ajax      | 2:2 (k. 4:2) | Inter Mediolan   | Cosenza Calcio    | 1:0             | U.S. Catanzaro  |
| III    | 1993 | AS Roma       | 2:0          | Panathinaikos AO | SSC Napoli        | 2:0             | U.S. Catanzaro  |

## Statystyki
| Lp.  | Klub             | Zdobywca | Finalista | Lata triumfów |
| ---- | ---------------- | -------- | --------- | ------------- |
| 1-2. | Juventus F.C.    | 1        | 0         | 1991          |
|      | AFC Ajax         | 1        | 0         | 1992          |
|      | AS Roma          | 1        | 0         | 1993          |
| 4-6. | Riunite Messina  | 0        | 1         |               |
|      | Inter Mediolan   | 0        | 1         |               |
|      | Panathinaikos AO | 0        | 1         |               |